# Pacto de Leticia pela Amazônia
O Pacto de Leticia pela Amazônia foi uma reunião idealizada pelos presidentes Iván Duque, da Colômbia, e Martín Vizcarra, do Peru. Foi assinado em 6 de Setembro de 2019 na cidade de Leticia, Colômbia, na fronteira com Brasil e Peru.

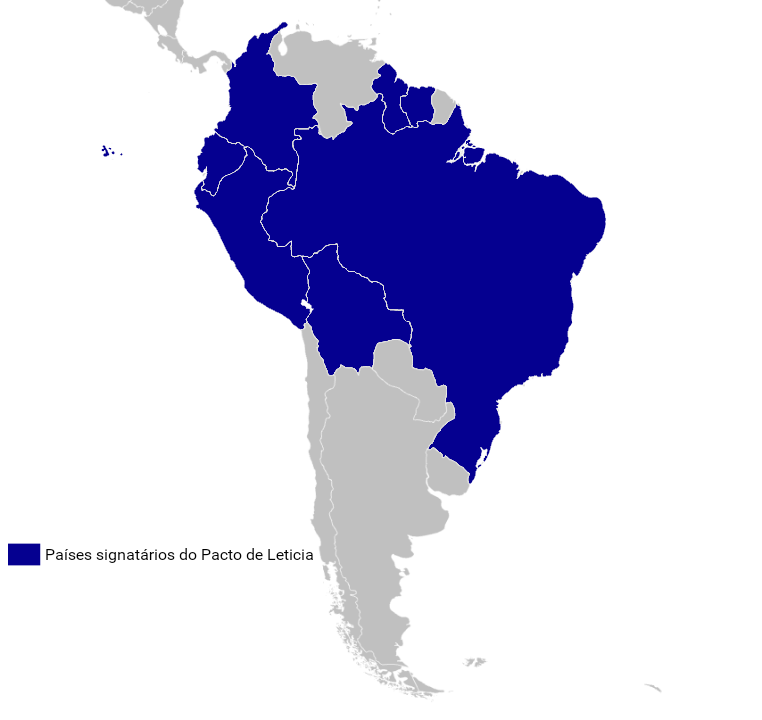
Países signatários do Pacto de Leticia.

Na reunião, uma lista de dezesseis pontos foi abordada, na qual os países signatários pretendem colaborar, em assuntos que, além do combate ao desmatamento, a criação de iniciativas de restauração florestal, o uso sustentável dos recursos naturais, ações de fortalecimento da mulher e de povos indígenas e a criação de campanhas educacionais sobre a importância daquela região.
O pacto foi convocado em uma altura em que incêndios florestais na Bolívia e no Brasil causaram grande repercussão internacional e também uma crise diplomática entre o Brasil e a França de Emmanuel Macron.
Todos os países amazônicos participaram do encontro, exceto a Venezuela, que não foi convidada pelos demais participantes.

## Participação
Chefes de Estado e representantes que participaram presencialmente da primeira cúpula.

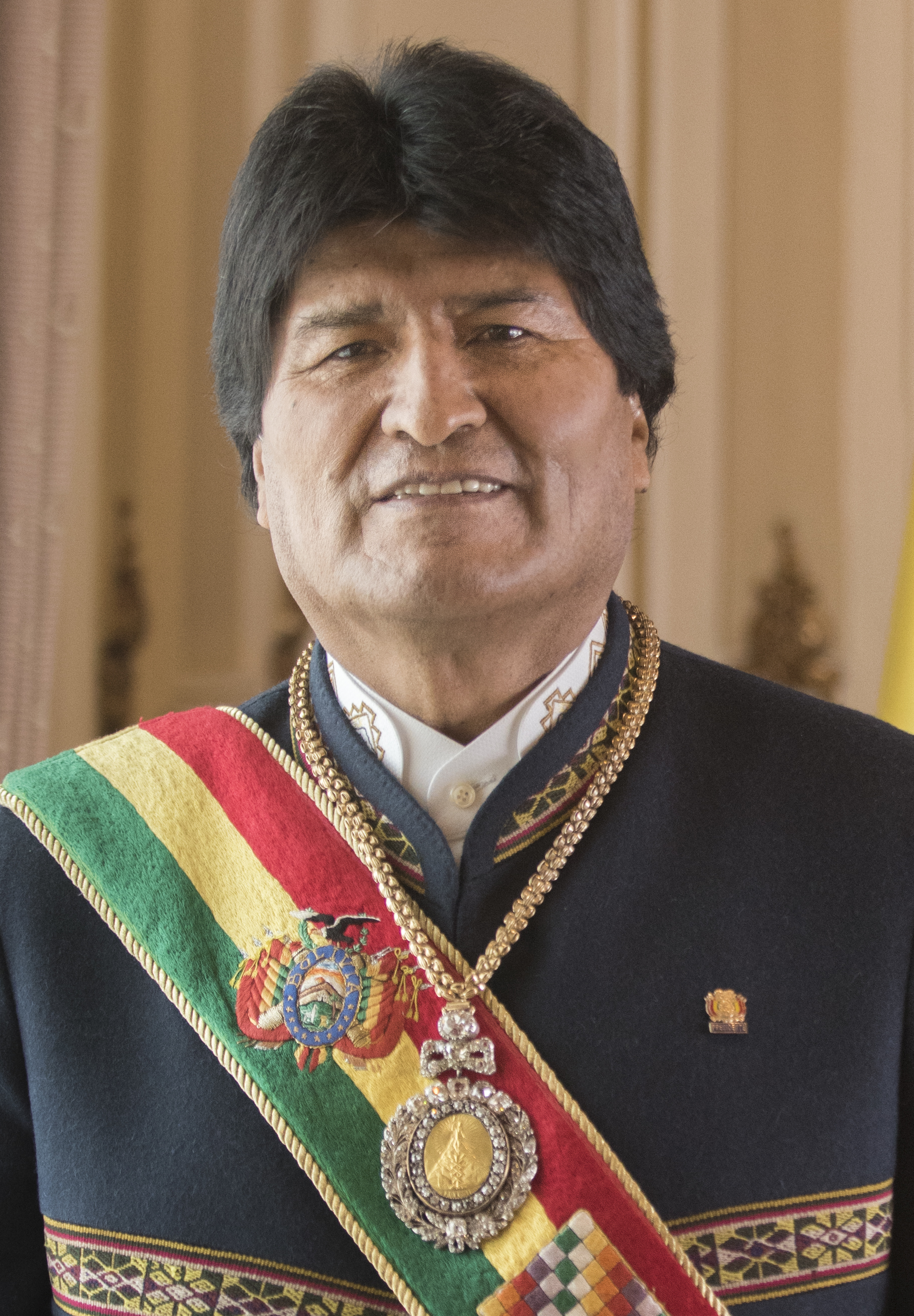
BOL Evo Morales, Presidente
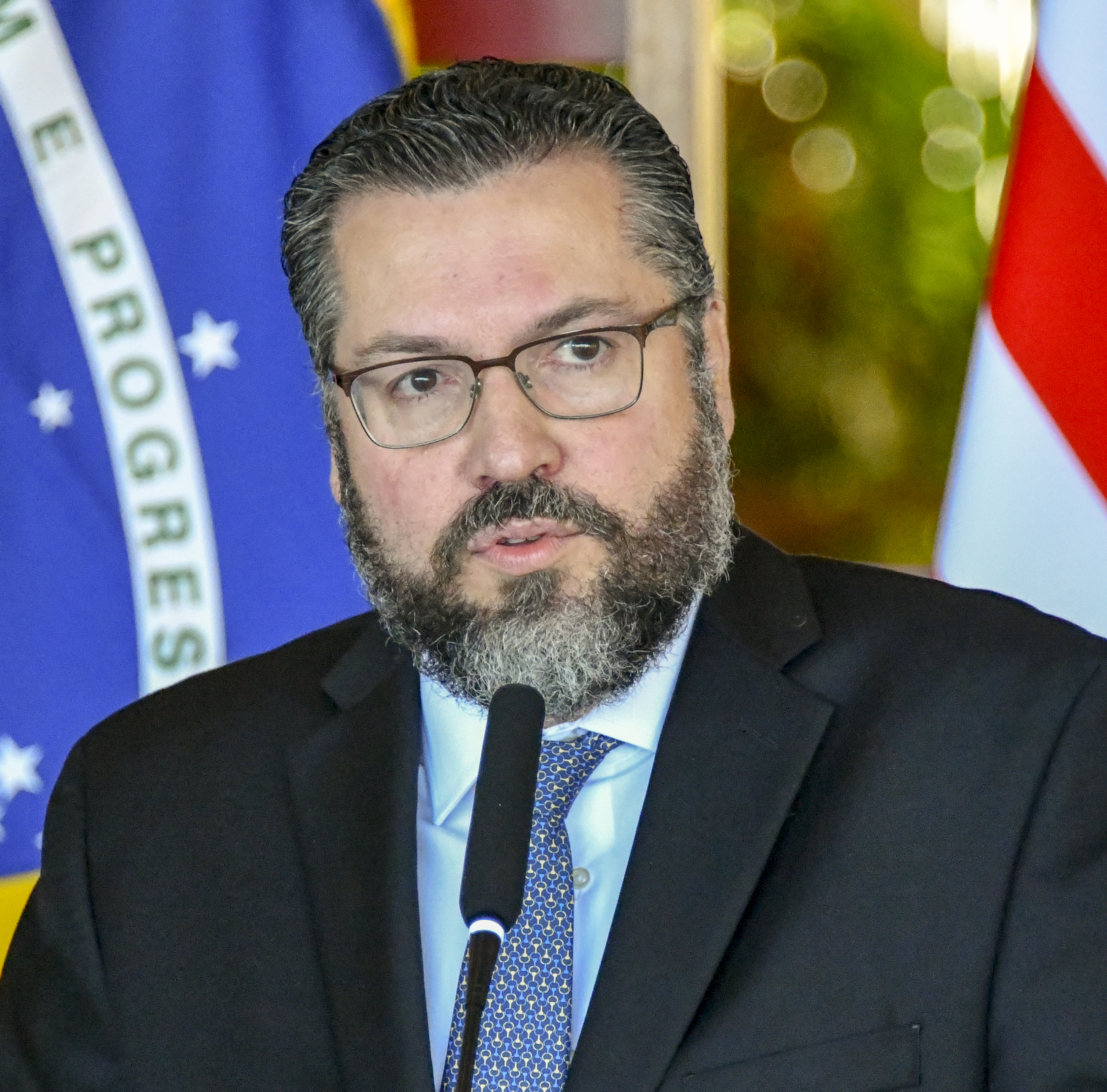
BRA Ernesto Araújo, Chanceler
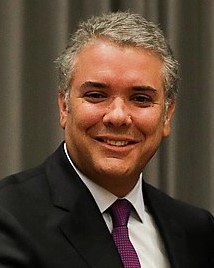
COL Iván Duque, Presidente (Anfitrião)
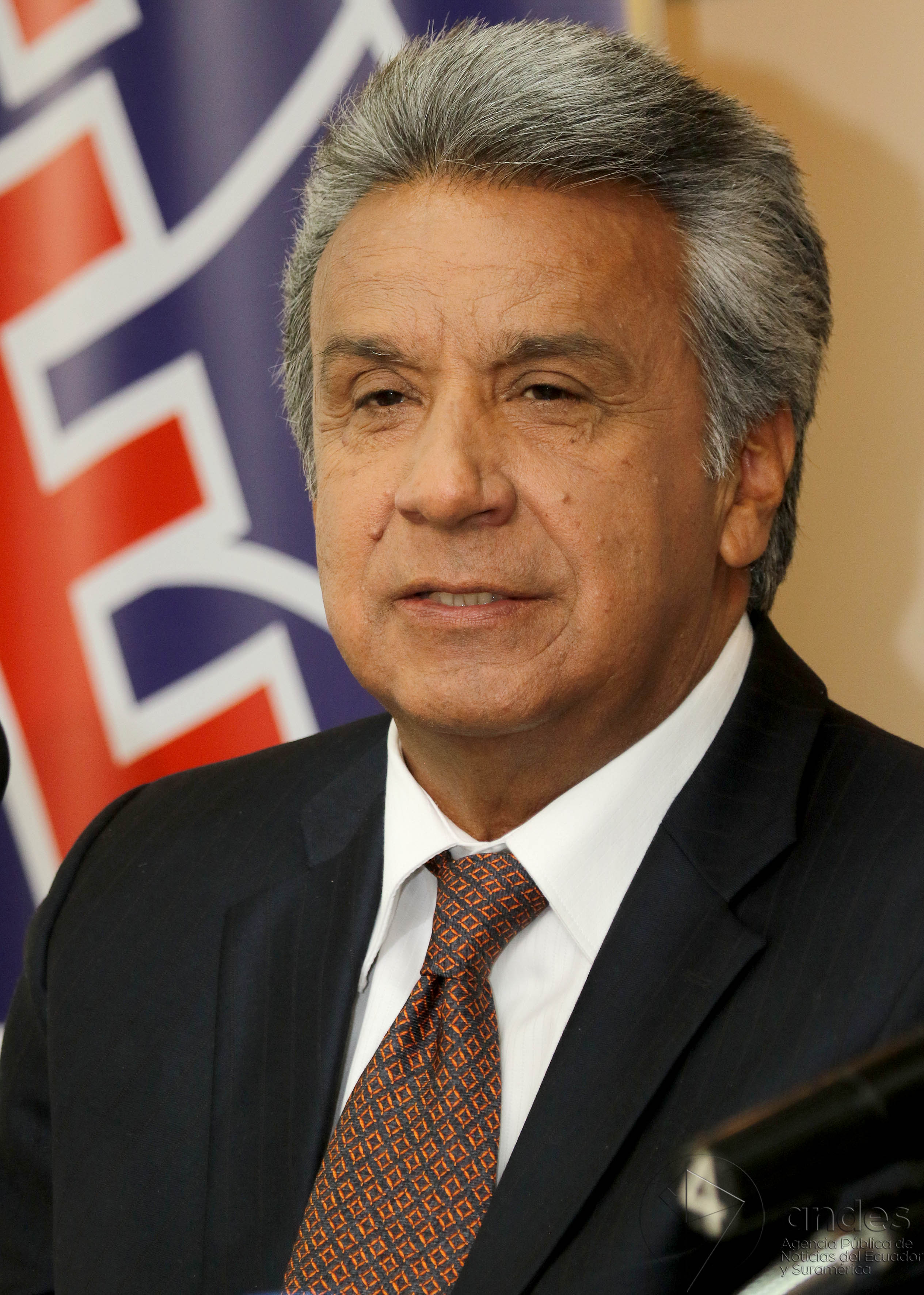
EQU Lenín Moreno, Presidente
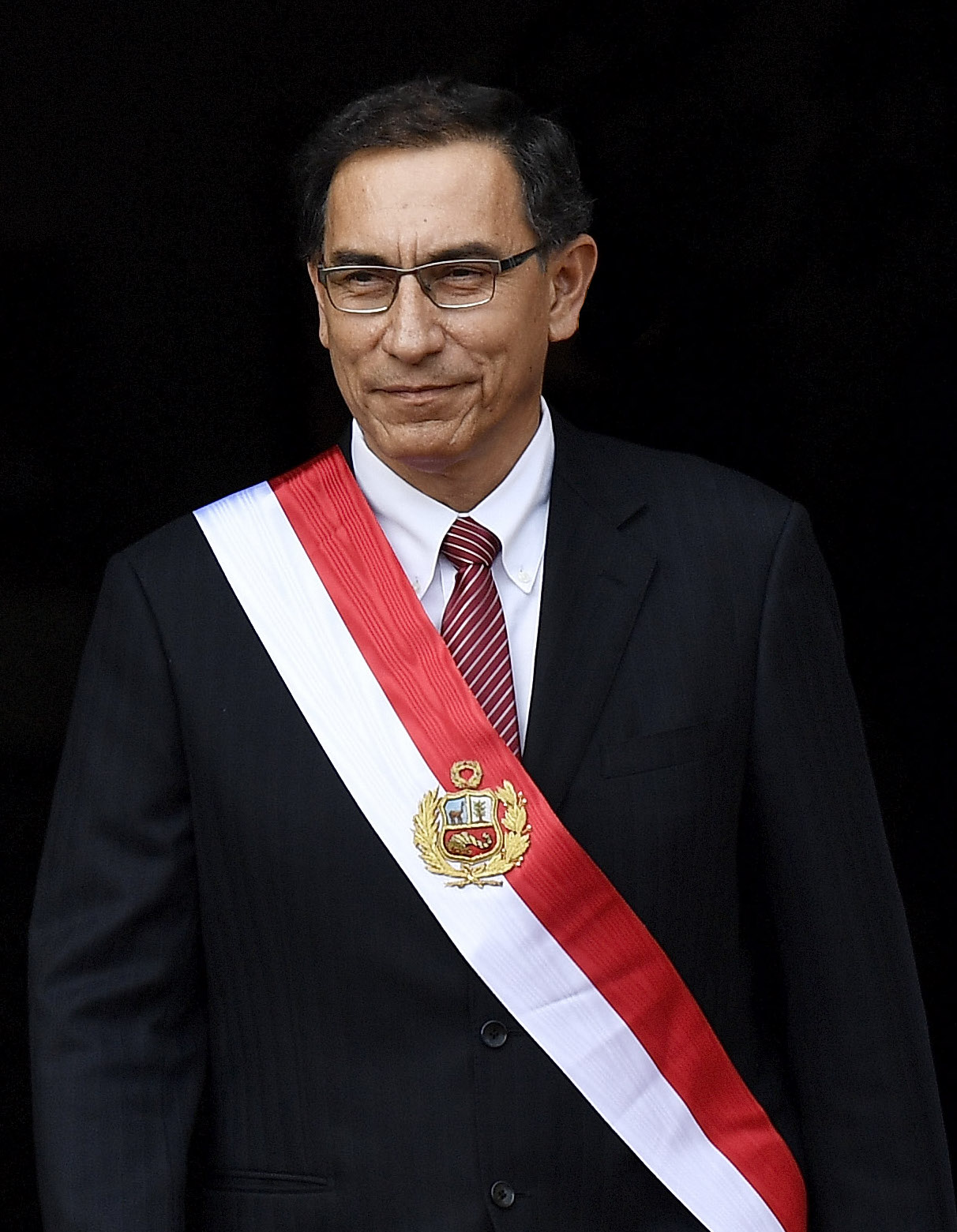
PER Martín Vizcarra, Presidente
SUR Ashwin Adhin, Vice-presidente

- Bolívia
Evo Morales, Presidente
- Brasil
Ernesto Araújo, Chanceler
- Colômbia
Iván Duque, Presidente (Anfitrião)
- Equador
Lenín Moreno, Presidente
- GuianaRaphael Trotman, Ministro dos Recursos Naturais Guiana
Raphael Trotman, Ministro dos Recursos Naturais
- Peru
Martín Vizcarra, Presidente
- Suriname
Ashwin Adhin, Vice-presidente

### Ausências
- – O presidente brasileiro, Jair Bolsonaro, participou por videoconferência, não comparecendo ao evento devido a preparação para uma cirurgia.[4]

- – O presidente surinamês, Dési Bouterse, não compareceu ao evento. Segundo o vice-presidente do país, Ashwin Adhin, Bouterse "não compareceu por imprevistos maiores."

- – O presidente venezuelano, Nicolás Maduro, não foi convidado pelos demais participantes, devido à crise no país.